# Badische Mehlbeere
Die Badische Mehlbeere (Sorbus badensis), auch als Badische Bastard-Mehlbeere oder Badische Bastard-Elsbeere bezeichnet, ist eine Kleinart aus dem Komplex der Bastard-Mehlbeeren (Sorbus latifolia-Gruppe). Wie die meisten anderen Bastard-Mehlbeeren ist sie apomiktisch, vermehrt sich also ungeschlechtlich durch Agamospermie. Diese Art ist hybridogen entstanden, wobei an ihrer Entstehung neben der Elsbeere (Sorbus torminalis) vermutlich die Tauber-Mehlbeere (Sorbus dubronensis) beteiligt war.

## Merkmale
Die Badische Mehlbeere ist ein Strauch oder kleiner, bis zu 10 Meter hoher Baum. Sie ist der Fränkischen Mehlbeere (Sorbus franconica) sehr ähnlich. Die Blätter sind eiförmig-elliptisch und 7 bis 8 × 3 bis 4 Zentimeter groß. Der Blattgrund ist abgerundet bis breit keilförmig, die Blattlappen spitz und bis zu 5 Millimeter tief eingeschnitten. Die Blätter besitzen 9 bis 10 Paar Seitennerven. Ihre Unterseite ist gelbgrün. Der Kelch ist aufrecht-zusammenneigend. Die Früchte sind 12 × 10 Millimeter groß, rundlich bis schwach birnenförmig und hellrot. Die zahlreichen Lentizellen sind ungefähr 0,3 Millimeter groß.

## Vorkommen
Die Badische Mehlbeere ist in Süddeutschland im Maintal, Taubertal und im Bauland endemisch. Sie kommt in der Regel auf Muschelkalk in Höhenlage bis 300 Meter vor. Ihr bevorzugten Standorte sind westexponierte Hänge in absonnigen Lagen.

## Systematik
Die Badische Mehlbeere wurde 1961 von Ruprecht Düll erstbeschrieben.

## Belege
- Herfried Kutzelnigg: Sorbus. In: Hans. J. Conert u. a. (Hrsg.): Gustav Hegi. Illustrierte Flora von Mitteleuropa. Band 4 Teil 2B: Spermatophyta: Angiospermae: Dicotyledones 2 (3). Rosaceae 2. Blackwell 1995. ISBN 3-8263-2533-8
- Badisch Mehlbeere bei floraweb.de, Zugriff am 10. August 2009